# The Chakachas
The Chakachas (ook wel Les Chakachas of Los Chakachas genoemd) was een Belgische groep die van de jaren 50 tot de jaren 70 een redelijke populariteit had met hun singles, die een mix waren van uiteenlopende, vaak exotische stijlen en onder de naam Latin soul aan de man werden gebracht. 

## Geschiedenis
De band werd gesticht door percussionist Gaston Bogaerts, die conga en tumba speelde. Andere leden waren Kari Kenton (zang en maraca's), Vic Ingeveldt (saxofoon), Charlie Lots (trompet), Christian Marc (piano), Henri Breyre (gitaar en backing vocals) en Bill Raymond (basgitaar). De bandleden waren afkomstig uit Schaarbeek, Charleroi, Willebroek en Luik.
Hun eerste hit, Eso es el amor uit 1958, werd gezongen in het Spaans. Met een verkoop van meer dan 100.000 exemplaren was het de eerste gouden plaat voor een Belgische artiest. In 1959 namen ze Rebecca op, een nummer dat in de film La battaglia di Algeri gebruikt werd. 
Ook al had de groep meerdere hits, toch zullen ze het meest herinnerd worden door de wereldhit Jungle Fever uit 1972. Deze single, die meer dan een miljoen keer over de toonbank ging, klom tot de 8e plaats in de Amerikaanse Billboard Hot 100 en had een enorm succes als disconummer. In het Verenigd Koninkrijk besloot de BBC het nummer niet te draaien omdat er hevig in gehijgd en gekreund werd, wat als seksueel en obsceen zou kunnen overkomen. Het nummer werd later gebruikt op de soundtrack van de film Boogie Nights uit 1997 en in het computerspel Grand Theft Auto: San Andreas. Ook werd het gebruikt voor de populaire Belgische reeks Callboys. Het werd gesampled door onder meer 2 Live Crew (in het nummer Put Her in the Buck) en Public Enemy (in Cold Lampin' with Flavor). Dope Lemon, de solo naam van Angus Stone (bekend van Angus & Julia Stone), gebruikt het nummer ook in hun Home Soon. Het bleek voor de groep onmogelijk het succes van dit nummer te overtreffen.
Het nummer Yo Soy Cubano werd gesampled door Mighty Dub Katz als Magic Carpet Ride en het nummer Stories werd gecoverd door de rockband Cake.